# Hôtel de Marne

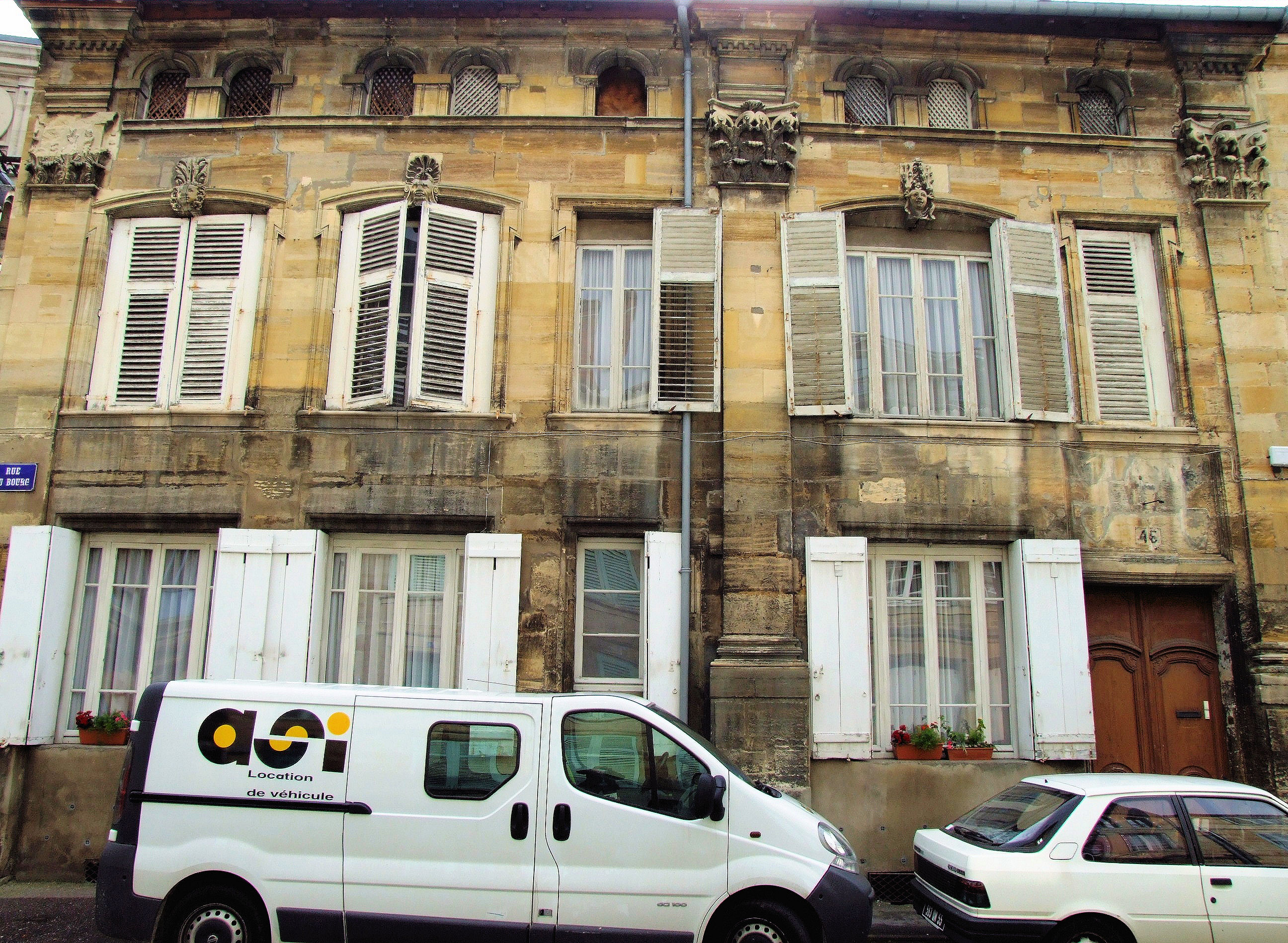
Hôtel de Marne in Bar-le-Duc

Das Hôtel de Marne in Bar-le-Duc, einer französischen Stadt im Département Meuse in Lothringen, wurde Ende des 16. Jahrhunderts errichtet. Das Hôtel particulier an der Rue du Bourg Nr. 46 wurde 1988 als Monument historique in die Liste der Baudenkmäler in Frankreich aufgenommen.
Die Fassade des zweigeschossigen Stadtpalastes im Stil der Renaissance ist mit Pilastern, die korinthische Kapitelle besitzen, geschmückt.
Im Obergeschoss befindet sich ein Saal mit einem alten Kamin, der einen ungewöhnliche Mittelpfeiler besitzt. Das Treppenhaus ist ebenfalls reicht dekoriert.